# ليدي بيرد كليفلاند
ليدي بيرد كليفلاند (بالإنجليزية: Lady Bird Cleveland)‏ هي فنانة تشكيلية أمريكية، ولدت في 24 يوليو 1926، وتوفيت في 2 يونيو 2015.